# Bulevard Perifèric de París
El Bulevard perifèric de París (en francès, Boulevard périphérique de Paris, sovint anomenat périphérique o fins i tot périph) és una circumval·lació de 35,04 km de longitud, que dona la volta a la capital francesa.
El bulevard perifèric segueix en gran part els límits administratius del municipi de París. En la seva major part compta amb quatre carrils en cada sentit (dues vies entre Porte d'Italie i Porte d'Orléans; cinc vies entre Porte de Montreuil i Porte de Bagnolet, 3 vies entre Porte d'Orléans i Porte de Sèvres). La velocitat està limitada a 70 km/h i els vehicles que s'incorporen per la dreta tenen prioritat sobre els que ja circulen (només en el carril dret), contràriament a les regles en vigor habituals en les vies ràpides.

## Característiques

### Localització
En la seva gran majoria el Bulevard Perifèric segueix els límits del municipi de París o molt proper a ells. Se n'allunya en tres punts: en els sectors del Bosc de Boulogne, del Bosc de Vincennes, i de l'Heliport de París - Issy-les-Moulineaux.

### Perifèric interior i exterior
El Bulevard Perifèric consta de dues calçades separades i concèntriques:
- El Perifèric interior és la calçada més propera al centre de París. A causa de la circulació per la dreta en les vies franceses, els vehicles el recorren en el sentit de les agulles del rellotge.
- El Perifèric exterior, al revés, és la calçada més allunyada del centre de París; la circulació flueix en el sentit invers al de les agulles del rellotge.

En alguns trams les calçades es denominen a vegades per la seva direcció. Per exemple, al sud de París es podrà indicar la calçada interior amb el terme «perifèric Oest» i la calçada exterior com a «perifèric Est»; en el nord serà al revés.

### Estructura
D'una longitud total de 35.040 m (mesurats en el terraplè central), el Bulevard Perifèric consta, en general, de quatre vies en cada sentit de circulació, quedant els perifèrics interior i exterior separats per un terraplè central (TPC) i no estant units directament entre ells. A diferència d'altres vies ràpides, no té cap via de parada d'urgència en la major part del seu traçat (existeix cap a la Porte de Gentilly).
Hi ha situat un petit panell indicador del punt quilomètric amb regularitat en el TPC. El punt quilomètric 0 està situat al nivell de la junta de dilatació del pont aigües amunt en la Porte de Bercy i el quilometratge es fa en el sentit de les agulles del rellotge. El punt quilomètric presentat en el panell està sempre subratllat en vermell quan es circula en el perifèric interior i en blau quan s'està en l'exterior.
La calçada del Perifèric té un revestiment específic (enrobé i pintura per als senyals sobre el sòl).
Està situada a un nivell elevat respecte al seu entorn en la meitat del traçat, en un fossat a cel obert en el 40 % i al nivell del sòl el 10 % restant. Algunes parts que discorren per un fossat estan cobertes en concret, a l'altura del Bosc de Vincennes i del Bosc de Boulogne. El pendent longitudinal màxim és d'un 4 %.
El Bulevard Perifèric permet el pas dels combois més pesats autoritzats per la reglamentació i el de vehicles d'un màxim de 4,75 metres d'altura.

### Accessos

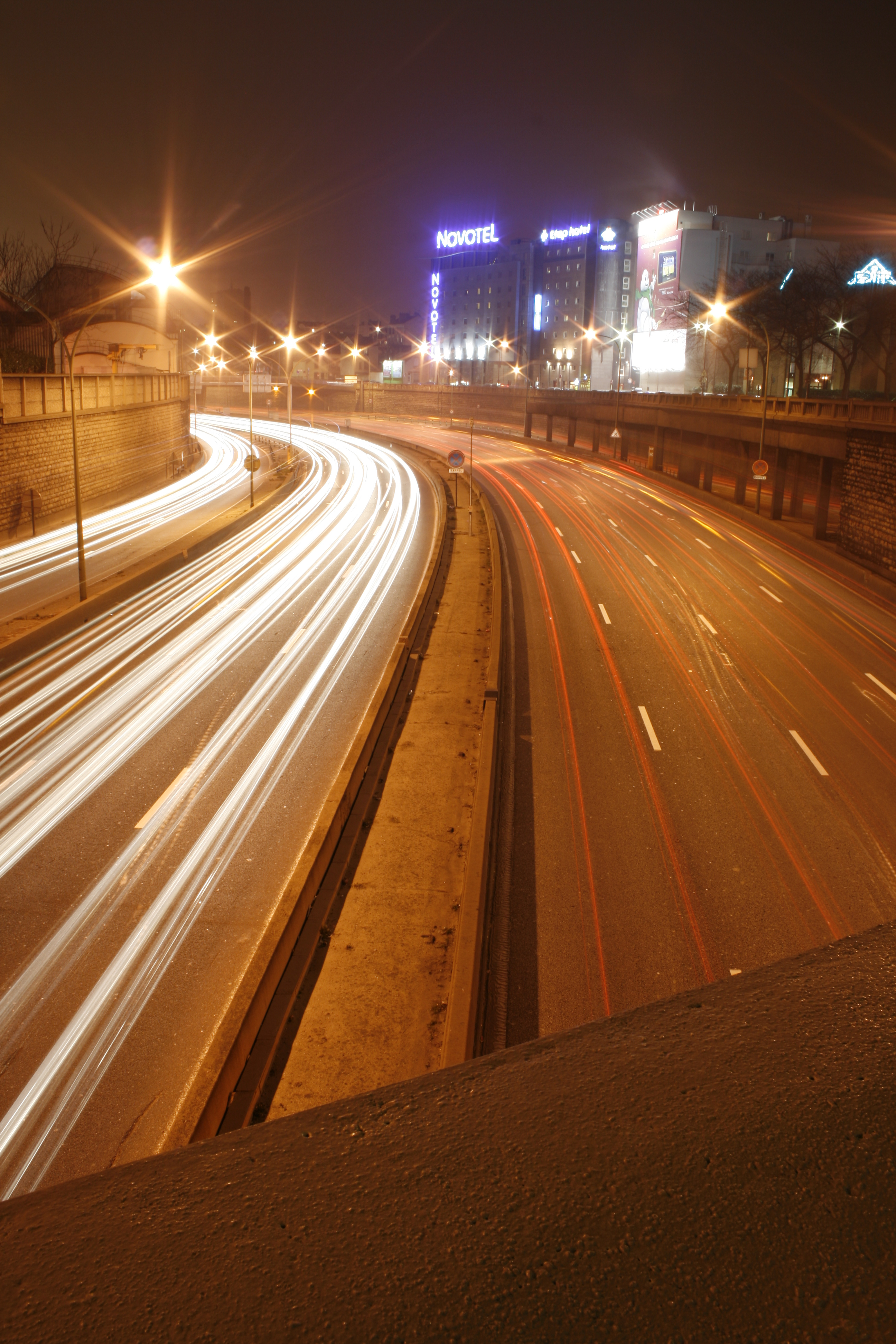
En la Porte d'Italie.

Els punts d'entrada i sortida del Bulevard Perifèric se situen a l'altura de les principals Portes de París.
La prioritat a la dreta s'aplica a aquestes vies d'entrada, la qual cosa significa que els vehicles que entren tenen prioritat sobre els vehicles que ja circulen per la via. Per a la seguretat i la fluïdesa de la circulació el carril de la dreta del Perifèric està de fet reservada als vehicles que acaben d'incorporar-se o bé a aquells que es disposen a sortir, fent-se la circulació «normal» per les vies centrals i de l'esquerra.
La següent llista indica les 34 vies d'accés o de sortida del Bulevard Perifèric, així com les principals vies que hi porten. Tradicionalment, el quilometratge del Perifèric comença a l'altura del Sena aigües amunt (és a dir, al nivell de la Porte de Bercy) i continua en sentit de les agulles del rellotge. Aquest és l'ordre seguit en la següent llista.
| #  | Nom                        | Perifèric interior   | Perifèric interior        | Perifèric exterior   | Perifèric exterior         |
| #  | Nom                        | Districtes           | Via principal             | Comuns               | Via principal              |
| -- | -------------------------- | -------------------- | ------------------------- | -------------------- | -------------------------- |
| 1  | Porte de Bercy             | 12è districte        | Quai de Bercy             | Charenton-le-Pont    | Autoroute A4               |
| 2  | Quai d'Ivry                | 13è districte        | Quai d'Ivry               | —                    | —                          |
| 3  | Porte de Choisy            | 13è districte        | Avenue de Choisy          | —                    | —                          |
| 4  | Porte d'Italie             | 13è districte        | Avenue d'Italie           | Ivry-sur-Seine       | Autoroute A6b              |
| 5  | Porte de Gentilly          | 13º / 14è districtes | Rue de l'Amiral Mouchez   | Gentilly             | Autoroute A6a              |
| 6  | Porte d'Orléans            | 14è districte        | Avenue du Général Leclerc | Montrouge            | Avenue Aristide Briand     |
| 7  | Porte de Châtillon         | 14è districte        | Avenue Jean Moulin        | Malakoff / Montrouge | Avenue Pierre Brossollette |
| 8  | Porte de Vanves            | 14è districte        | Boulevard Brune           | Malakoff             | Rue Ernest Renan           |
| 9  | Port Brancion              | 15è districte        | Rue Brancion              | Vanves               | Rue Jean Bleuzen           |
| 10 | Porte de la Plaine         | 15è districte        | Rue du Général Guillaumat | Vanves               | Avenue Pasteur             |
| 11 | Porte de Sèvres            | 15è districte        | Rue Balard                | —                    | —                          |
| 12 | Porte de Saint-Cloud       | 16è districte        | Avenue de Versailles      | Boulogne-Billancourt | Route de la Regni          |
| 13 | Port Molitor               | 16è districte        | Rue Molitor               | Boulogne-Billancourt | Boulevard d'Auteuil        |
| 14 | Porte d'Auteuil            | 16è districte        | Rue Poussin               | Bois de Boulogne     | Autoroute A13              |
| 15 | Porte de Passy             | 16è districte        | Avenue Ingres             | Bois de Boulogne     | Rue de l'Hippodrome        |
| 16 | Porte de la Muette         | 16è districte        | Avenue Henri-Martin       | —                    | —                          |
| 17 | Porte Dauphine             | 16è districte        | Avenue Foch               | Bois de Boulogne     | Route de Suresnes          |
| 18 | Porte Mallot               | 16º / 17è districtes | Avenue de la Gran-Armée   | Neuilly-sur-Seine    | Avenue Charles De Gaulle   |
| 19 | Porte de Champerret        | 17è districte        | Avenue de Villiers        | Levallois-Perret     | Boulevard Bineau           |
| 20 | Porte d'Asnières           | 17è districte        | Rue de Tocqueville        | Levallois-Perret     | Rue Victor Hugo            |
| 21 | Porte de Clichy            | 17è districte        | Avenue de Clichy          | Clichy-sur-Seine     | Boulevard Jean Jaurès      |
| 22 | Porte de Saint-Ouen        | 17º / 18è districtes | Avenue de Saint-Ouen      | Saint-Ouen           | Avenue Gabriel Péri        |
| 23 | Porte de Clignancourt      | 18è districte        | Avenue de Saint-Ouen      | Saint-Ouen           | Avenue Michelet            |
| 24 | Porte de la Chapelle       | 18è districte        | Rue de la Chapelle        | Saint-Denis          | Autoroute A1               |
| 25 | Porte d'Aubervilliers      | 18º / 19è districtes | Rue d'Aubervilliers       | Aubervilliers        | Rue Victor Hugo            |
| 26 | Porte de la Villette       | 19è districte        | Avenue de Flandre         | Aubervilliers/Pantin | Avenue Jean-Jaurès         |
| 27 | Porte de Pantin            | 19è districte        | Avenue Jean-Jaurès        | Pantin               | Avenue Jean Lolive         |
| 28 | Porte du Pré-Saint-Gervais | 19è districte        | Rue Haxo                  | —                    | —                          |
| 29 | Porte des Liles            | 19º / 20è districtes | Rue de Belleville         | Les Lilas            | Rue de Paris               |
| 30 | Porte de Bagnolet          | 20è districte        | Rue Belgrand              | Bagnolet             | Autoroute A3               |
| 31 | Porte de Montreuil         | 20è districte        | Rue d'Avron               | Montreuil            | Rue de Paris               |
| 32 | Porte de Vincennes         | 20º / 12è districtes | Cours de Vincennes        | Saint-Mandé          | Avenue de Paris            |
| 33 | Porte de Saint-Mandé       | 12è districte        | Avenue de Saint-Mandé     | Saint-Mandé          | Avenue Victor-Hugo         |
| 34 | Porte Dorée                | 12è districte        | Avenue Daumesnil          | Saint-Mandé          | Avenue Daumesnil           |
| 35 | Porte de Charenton         | 12è districte        | Rue de Charenton          | Charenton-le-Pont    | Avenue de Gravelle         |

## Codi de circulació

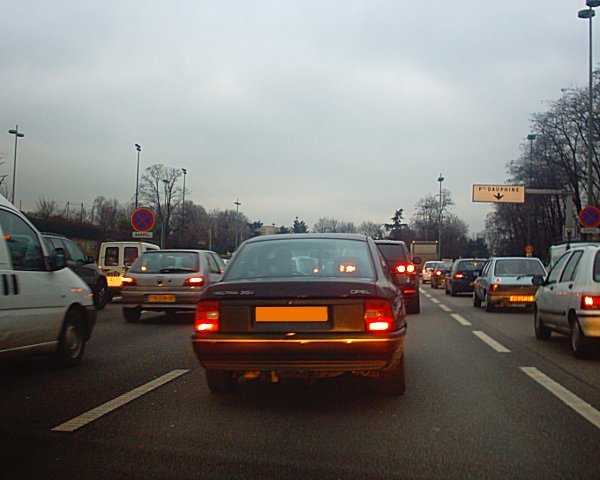
Vista del Bulevard Perifèric a l'altura de la Porte Dauphine.

Pel que fa al Codi de la circulació, el Bulevard Perifèric és una carretera departamental, però hi ha diverses diferències respecte a una carretera departamental clàssica.
És de carrils separats i no té cap encreuament al mateix nivell amb la resta de la xarxa viària (els intercanvis es fan mitjançant bescanviadors i/o enllaços). Amb les seves característiques pot ser confosa amb una autopista, tenint un criteri molt ampli. Però des del punt de vista administratiu i del codi de circulació el Bulevard perifèric de París no té l'estatus d'autopista i no és més que una "simple" carretera. Però té la particularitat (que no tenen les autopistes) que els vehicles entrants tenen la prioritat sobre els vehicles que circulen per ella. Aquesta pràctica és contrària a l'habitual: el codi de la circulació obliga a conduir normalment pel costat més a la dreta en temps normal però no és així en el perifèric; el carril de la dreta està explícitament indicat com a via de sortida, en indicar-se el nom de la porta següent (vegeu article R412-9 del codi de circulació) i els vehicles que no han de sortir han de cedir el pas als que entren. A l'altura dels encreuaments una línia contínua separa el carril de la dreta dels altres, tant per impedir als vehicles que hi estan que girin bruscament com també per motius legals (sense aquesta línia els vehicles que entressin tindrien prioritat en tots els carrils).
Els motius que es doni prioritat a la incorporació no es coneixen. No obstant això, es poden apuntar diverses raons que justificarien aquesta decisió:
- raó cultural: la prioritat a la dreta abunda a París i a la regió parisenca, fins a tal punt que és difícil trobar un senyal de stop o de cedeixi el pas. Potser es decidís no complicar als parisencs amb una regla de prioritat amb la qual no estaven acostumats (sobretot quan es va crear el bulevard perifèric en els anys 70).
- raó pràctica: les vies d'incorporació al bulevard perifèric són molt curtes. És aquesta la causa o la conseqüència de la prioritat a la incorporació? El bulevard perifèric es va construir en una zona notablement urbanitzada, i potser es decidís escurçar la longitud d'aquestes vies d'incorporació per estalviar espai.
- raons de fluïdesa: el bulevard perifèric es troba embussat gairebé constantment. Aquesta congestió sistemàtica fa que si els vehicles que s'incorporen des de les vies d'incorporació haguessin de cedir el pas, patirien llargues esperes fins que trobessin un buit per accedir a la circulació, la qual cosa conseqüentment bloquejaria els encreuaments del seu voltant. A més de la congestió, la forta densitat residual del tràfic fa perillosa l'entrada no prioritària (sobretot si es conserva la longitud de les vies d'inserció).

En la pràctica, la inserció en la perifèrica funciona sovint amb el principi de cremallera: la via dreta del bulevard es fusiona amb la via d'inserció a raó de un cotxe cada dos. Aquesta regla no escrita s'aplica de manera general en tots els eixos congestionats. Hi ha recerques en curs amb la finalitat d'examinar la possibilitat de fer-la legal.
D'acord amb el codi viari, la velocitat està limitada a 80 km/h en la gran majoria del trajecte. A més, s'assenyala que no existeix marge per a parades d'emergència, la qual cosa implica que els incidents i accidents provoquen una molèstia considerable a la circulació. La intervenció dels serveis de socors es fa difícil i més llarga. La circulació de bicicletes està estrictament prohibida.
Durant les congestions de la via (freqüent al llarg del dia), les motos utilitzen la tècnica de retallar fila: circular entre els cotxes de les dues vies més a l'esquerra. Aquesta part de la calçada és denominada "via dels donants" (en al·lusió als donants d'òrgans) per evocar la molt alta perillositat d'aquesta pràctica. Aquesta pràctica no és ni autoritzada, ni prohibida pel codi viari francès. No obstant això, tolerada la majoria de vegades, és actualment sancionada més severament per les forces de l'ordre.
Malgrat això, els accidents mortals són rars, (cap en 2005 contra 10 a 15 anuals en la dècada dels 90), contrastant amb l'enorme freqüència (50 % de la circulació parisenca).

### Sistemes de control

#### Radars
El Perifèric està equipat amb nombrosos radars fixos per al control de velocitat; alguns estan orientats per fotografiar als vehicles per davant i uns altres per darrere. En general estan reglats per a una velocitat de control de 80 km/h.

##### Sobre el perifèric interior
- Porte de Sèvres (darrere)
- Porte de Champerret (darrere)
- Encreuament del Quai d'Ivry, al final del pont (davant)
- Porte de Bagnolet (darrere)
- Porte Mallot (darrere)

##### Sobre el perifèric exterior
- Porte de Passy (davant)
- Porte de Châtillon (davant)
- Porte de Clichy (davant)
- Porte de Pantin (darere)
- Porte d'Auteuil (davant)

A més, les sortides del Perifèric solen estar vigilades amb radars (limitació de 50 km/h des del panell).
Finalment, en els períodes de baixa circulació sol haver-hi vehicles-radar estacionats en àrees prohibides, per a controls puntuals.

### Xarxa de control i de gestió del tràfic
- Un centenar de càmeres estan connectades directament a la sala de control del lloc central d'explotació del Perifèric.
- 166 punts de trucades d'urgència (un cada 500 metres i cada 250 metres en els subterranis) suposen 7.000 trucades a l'any. Els llocs d'avís estan tots numerats. Els llocs parells estan situats en el Perifèric exterior i els senars a l'interior.
- 8 vehicles de policia durant el dia i 4 a la nit patrullen permanentment pel Perifèric.
- 750 receptors electromagnètiques ocults en el revestiment de la calçada registren cada pas de vehicle. Aquests receptors permeten mesurar el flux (Q), la taxa d'ocupació (T), i la velocitat del tràfic (V) sobre un tram determinat.
- Els taulers de missatges variables (panneaux à messages variables - PMV) donen informació sobre el temps de recorregut. Aquests temps són generats automàticament cada minut per un sistema informàtic que recull i tracta la informació provinent dels receptors electromagnètiques dins de la calçada. Aquest sistema dona una informació sobre el temps mig que falta abans d'arribar a la següent connexió d'autopistes o un eix important (N13 porte Mallot). Els PMV serveixen també per mostrar tot tipus de missatges com a accidents, avaries, tancaments, obres, contaminació, prevenció viària, etc.

## Altres circumval·lacions
El Bulevard Perifèric, és el primer dels quatre eixos de circumval·lació per autopista de la capital francesa:
Interior (via urbana)
- Per l'interior, a un centenar de metres del Périphérique, discorren els Bulevards dels Mariscals, que circumval·len París dins del seu terme municipal. Es tractar d'un conjunt de rondes o bulevards urbans, que s'interseccionen amb la resta dels carrers mitjançant creuaments o túnels (en travessar grans eixos radials), i on la velocitat està limitada a 50 km/h.

Exterior (autopista)
- Situat a una distància variable de 2 i 7 quilòmetres de l'exterior del "Perifèric", es troba el Segon Perifèric de París (A86), una autopista de 79 quilòmetres de longitud, que circunval·la la capital.
- En un radi d'entorn de 20 quilòmetres del "Perifèric", se situa el Tercer Perifèric de París conegut com la "Franciliana", format per un conjunt d'autopistes, a les quals està projectat donar continuïtat en diversos trams, per tancar la circumval·lació completa entorn de París.
- En una distància variable segons el tram, de 100 i 200 quilòmetres de la capital, es troba el Quart Perifèric de París conegut com la "Gran Circumval·lació de París", que comprèn diverses autopistes que envolten la capital. La seva finalitat és permetre evitar el pas pels voltants de París, reduint la congestió.

## Història
Començat el 1958 sobre els antics traçats de les fortificacions, el Bulevard Perifèric es va acabar el 1973, sota la presidència de Georges Pompidou. Permet una quarta part dels desplaçaments parisencs i s'ha convertit en el sector viari més freqüentat de França. No obstant això és víctima del seu èxit, ja que les condicions del seu entorn urbà impedeixen millorar-ne la circulació.
El cobriment del perifèric, inclòs en el Contracte del Pla État-Région 2000-2006 abasten 3 sectors: la Porte des Liles, la Porte de Vanves i els sectors de la Porte des Ternes i de la Porte de Champerret (Districte 17).
- El cobriment de la Porte des Liles està acabat.
- El cobriment de la Porte de Vanves va finalitzar el gener de 2008.

## Impacte sociològic
El Bulevard Perifèric ha estat fortament criticat pel seu paper de barrera entre París i la banlieue: pot ser vist com una «frontera» que simbolitza la ruptura sociològica, econòmica i cultural entre París i la seva aglomeració, estigmatitzant als habitants de la Banlieue. Aquesta barrera psicològica es tradueix per exemple en l'expressió «de l'altre costat del peri'», de vegades empleat per designar la banlieue.
El Perifèric també és objecte de certa fascinació en la mesura en què és únic en el seu gènere: aquest eix viari, el més freqüentat de França, constitueix un univers tancat (té les seves pròpies estacions de servei, punts específics d'entrada i sortida), com una autopista, però al medi urbà. El Perifèric té també reputació de perillós per a alguns usuaris, especialment els qui viatgen sobre dues rodes i aquesta presumpta perillositat participa en la fascinació que suscita en certs mitjans, en particular els motociclistes.